# Nowa Biała (Malopolské vojvodství)
Nowa Biała (slovensky Nová Belá, maďarsky Újbéla) je obec v Polsku, v Malopolském vojvodství, v okrese Nowy Targ, v gmině Nowy Targ. Leží na levém břehu řeky Biela Voda. V obci se hovoří spišským nářečím. V obci je Slovenské kulturní centrum, jehož součástí je od roku 1948 Folklorní soubor Śpis.

## Historie
První písemné zmínky o obci pochází ze 14. století. Do roku 1918 byla obec součástí Uherska, poté součástí první československé republiky. Od roku 1920 do roku 1939 byla součástí druhé polské republiky. V letech 1939 až 1945 byla součástí Slovenska.

## Osobnosti
- Dominik Kaľata (1925–2018), slovenský římskokatolický biskup